# Bieriezuckoje
Bieriezuckoje (ros.  Березуцкое) – wieś (ros. деревня, trb. dieriewnia) w zachodniej Rosji, w sielsowiecie kostielcewskim rejonu kurczatowskiego w obwodzie kurskim.

## Geografia
Miejscowość położona jest nad rzeką Łomna, 15 km od centrum administracyjnego sielsowietu kostielcewskiego (Kostielcewo), 12 km od centrum administracyjnego rejonu (Kurczatow), 31 km od Kurska.
W granicach miejscowości znajduje się 18 posesji.

## Demografia
W 2010 r. miejscowość zamieszkiwało 14 osób.